# Бригада особого назначения (Великобритания)
Бригада особого назначения (англ. Special Service Brigade) — специальное подразделение Британской армии, образованное в 1940 году после призыва добровольцев для службы в спецподразделениях, которые позднее стали известны как британские коммандос.

## История
Добровольцы были призваны в 1940 году из числа действовавших военнослужащих британских сухопутных сил и бывших военнослужащих отдельных рот, приписанных к британской Территориальной армии. В ноябре 1940 года их объединили в Бригаду особого назначения под командованием Дж. К. Хэйдона. В бригаде было пять батальонов особого назначения. Осенью 1940 года подготовку прошли более 2 тысяч человек, и бригаду разделили на 12 подразделений коммандос. В каждом подразделении было около 450 человек, командиром подразделения был подполковник. Подразделение делилось на отряды по 75 человек, а отряд на секции по 15 человек. Несмотря на службу в рядах коммандос, солдаты носили униформу, соответствующую их оригинальным полкам Британской армии и получали стандартное жалование.

## Структура
В составе бригады было пять батальонов особого назначения, которые позднее были переформированы в подразделения коммандос. Ниже представлены батальоны и подразделения коммандос, созданные на их основе:
- 1-й батальон особого назначения: No 1. Commando и No. 2 Commando
- 2-й батальон особого назначения: No 9 Commando
- 3-й батальон особого назначения: No 4 Commando
- 4-й батальон особого назначения: No 3 Commando
- 5-й батальон особого назначения: No 5. Commando и No. 6 Commando

## Бригады коммандос
Бригада особого назначения была расформирована в 1943 году после того, как коммандос отказались от концепции небольших операций. В итоге в составе коммандос появились сразу четыре подразделения, называвшиеся бригадами: туда зачислялись штурмовики, готовившиеся специально к полномасштабным морским высадкам. Из 20 подразделений коммандос туда вошли 17, оставшиеся подразделения — 12-е, 14-е арктическое и 62-е занялись маленькими рейдами. К концу войны эти три подразделения расформировали, а их солдат направили в уже имеющиеся. В списке бригад коммандос были:
- 1-я бригада особого назначения: No. 3 Commando, No. 4 Commando, No. 6 Commando, No. 45 Commando
- 2-я бригада особого назначения: No. 2 Commando, No. 9 Commando, No. 40 Commando, No. 43 Commando
- 3-я бригада особого назначения: No. 1 Commando, No. 5 Commando, No. 42 Commando, No. 44 Commando
- 4-я бригада особого назначения: No. 10 Commando, No. 41 Commando, No. 46 Commando, No. 47 Commando, No. 48 Commando

Штаб-квартиру коммандос возглавил генерал-майор Роберт Стёрджес. Бригады служили на различных театрах войны: 1-я и 4-я в Западной Европе, 2-я в Средиземноморье, 3-я в Индии, Индокитае и на Тихоокеанском театре.